# Июнь 2007 года

Список событий июня 2007 года.

## События
- 3 июня — Долина гейзеров, одно из наиболее посещаемых туристами на полуострове Камчатка мест, накрыта двумя мощными селевыми потоками. Геотермальный заповедник находится на краю гибели. Жертв нет[1].
- 5 июня — в Ставрополе произошёл стихийный митинг с последующими погромами в связи с убийством двух русских студентов. По версии митингующих, преступление совершено лицами кавказской национальности в качестве мести. Прокуратура же настаивает на бытовой версии убийства[2].
- 6 июня — президенту Белоруссии А. Лукашенко запретили въезд в Литву, по словам министра иностранных дел, «из-за санкций Евросоюза»[3].
- 6—8 июля — в Хайлигендамме (Германия) прошёл 33-й саммит G8.
- 7 июня
  - В порту Петропавловска-Камчатского на одном из судов произошла утечка аммиака. Один человек погиб, пятеро госпитализированы. Все пострадавшие — члены экипажа судна[4].
  - Клуб Национальной хоккейной лиги «Анахайм Дакс» впервые в своей истории завоевал Кубок Стэнли.
  - Начались военные столкновения в Секторе Газа.
- 8 июня — 118-й старт (STS-117) по программе Спейс шаттл. 28-й полёт шаттла Атлантис. Экипаж — Фредерик Стеркоу, Ли Аршамбо, Джеймс Райли, Стивен Свэнсон, Патрик Форрестер, Джон Оливас, Клейтон Андерсон. Продолжение строительства Международной космической станции.
- 10 июня — в Москве открылся XIII Международный конкурс имени П. И. Чайковского.
- 12 июня — афганские официальные лица утверждают, что семь членов афганской полиции были убиты воздушными силами Коалиции в дружественном инциденте огня[5].
- 13 июня — Шимон Перес избран президентом Израиля.
- 15 июня
  - Боевики ХАМАС захватили резиденцию главы Палестинской автономии в секторе Газа[6].
  - С космодрома Байконур с помощью ракеты-носителя Днепр запущен немецкий спутник TerraSAR-X.
- 17 июня — при пожаре в жилом доме в Башкирии погибли 9 человек[7].
- 18 июня — в ДТП с экскурсионным автобусом в Германии погибли 13 человек[8].
- 21—30 июня — Московский международный кинофестиваль.
- 25 июня — катастрофа Ан-24 под Сиануквилем, 22 погибших.
- 26 июня—15 июля — в Венесуэле прошёл 42-й Кубок Америки по футболу.
- 26 июня — открылся первый частный телеканал в Абхазии «Абаза ТВ»
- 28 июня — при заходе на посадку в Анголе разбился Boeing 737 авиакомпании Angolan Airlines с 78 пассажирами на борту. Погибли 6 человек[9].
- 29 июня
  - Опубликована окончательная версия GPLv3.
  - Началась продажа первого поколения смартфона iPhone.